# Хоан (нэнго)
Хоан (яп. 保安 хоан, хо:ан) — девиз правления (нэнго) японских императоров Тоба и Сутоку, использовавшийся с 1120 по 1124 год .

## Продолжительность
Начало и конец эры:
- 10-й день 4-й луны 3-го года Гэнъэй (по юлианскому календарю — 9 мая 1120);
- 3-й день 4-й луны 5-го года Хоан (по юлианскому календарю — 18 мая 1124).

## Происхождение
Название нэнго было заимствовано из 30-го цзюаня классического древнекитайского сочинения Книга Тан:「含育九区保安万国」.

## События
- 1121 год (5-я луна 2-го года Хоан) — монахи горы Хиэй подожгли храм Мии-дэра[6];
- 1121 год (25-й день 8-й луны 2-го года Хоан) — разрушительный тайфун прокатился по провинциям Ига и Исэ[7];
- 25 февраля 1123 (28-й день 1-й луны 4-го года Хоан) — император Тоба отрёкся от престола и принял титул дайдзё тэнно[6]. Трон перешёл к его сыну Акихито[8].
- 1123 год (2-я луна 4-го года Хоан) — на престол взошёл новый император Сутоку.

## Сравнительная таблица
Ниже представлена таблица соответствия японского традиционного и европейского летосчисления. В скобках к номеру года японской эры указано название соответствующего года из 60-летнего цикла китайской системы гань-чжи. Японские месяцы традиционно названы лунами.
| 1-й год Хоан (Металлическая Крыса) | 1-я луна       | 2-я луна*  | 3-я луна               | 4-я луна* | 5-я луна  | 6-я луна*              | 7-я луна  | 8-я луна   | 9-я луна*   | 10-я луна  | 11-я луна* | 12-я луна  |                |
| ---------------------------------- | -------------- | ---------- | ---------------------- | --------- | --------- | ---------------------- | --------- | ---------- | ----------- | ---------- | ---------- | ---------- | -------------- |
| Юлианский календарь                | 1 февраля 1120 | 2 марта    | 31 марта               | 30 апреля | 29 мая    | 28 июня                | 27 июля   | 26 августа | 25 сентября | 24 октября | 23 ноября  | 22 декабря |                |
| 2-й год Хоан (Металлический Бык)   | 1-я луна*      | 2-я луна   | 3-я луна*              | 4-я луна* | 5-я луна  | 5-я луна* (високосная) | 6-я луна  | 7-я луна   | 8-я луна    | 9-я луна*  | 10-я луна  | 11-я луна* | 12-я луна      |
| Юлианский календарь                | 21 января 1121 | 19 февраля | 21 марта               | 19 апреля | 18 мая    | 17 июня                | 16 июля   | 15 августа | 14 сентября | 14 октября | 12 ноября  | 12 декабря | 10 января 1122 |
| 3-й год Хоан (Водяной Тигр)        | 1-я луна*      | 2-я луна   | 3-я луна*              | 4-я луна* | 5-я луна  | 6-я луна*              | 7-я луна  | 8-я луна   | 9-я луна*   | 10-я луна  | 11-я луна  | 12-я луна* |                |
| Юлианский календарь                | 9 февраля 1122 | 10 марта   | 9 апреля               | 8 мая     | 6 июня    | 6 июля                 | 4 августа | 3 сентября | 3 октября   | 1 ноября   | 1 декабря  | 31 декабря |                |
| 4-й год Хоан (Водяной Кролик)      | 1-я луна       | 2-я луна*  | 3-я луна               | 4-я луна* | 5-я луна* | 6-я луна               | 7-я луна* | 8-я луна   | 9-я луна*   | 10-я луна  | 11-я луна  | 12-я луна  |                |
| Юлианский календарь                | 29 января 1123 | 28 февраля | 29 марта               | 28 апреля | 27 мая    | 25 июня                | 25 июля   | 23 августа | 22 сентября | 21 октября | 20 ноября  | 20 декабря |                |
| 5-й год Хоан (Деревянный Дракон)   | 1-я луна*      | 2-я луна   | 2-я луна* (високосная) | 3-я луна  | 4-я луна* | 5-я луна*              | 6-я луна  | 7-я луна*  | 8-я луна*   | 9-я луна   | 10-я луна  | 11-я луна  | 12-я луна*     |
| Юлианский календарь                | 19 января 1124 | 17 февраля | 18 марта               | 16 апреля | 16 мая    | 14 июня                | 13 июля   | 12 августа | 10 сентября | 9 октября  | 8 ноября   | 8 декабря  | 7 января 1125  |

* звёздочкой отмечены короткие месяцы (луны) продолжительностью 29 дней. Остальные месяцы длятся 30 дней.